# Karipski javanski jezik
Karipski javanski jezik (ISO 639-3: jvn; surinamski javanski), javanski jezik kojim govori oko 60 000 ljudi u Surinamu (1986) i nepoznat broj u susjednoj Francuskoj Gijani. Njime govore potomci plantažnih radnika koji su ovamo dovezeni između 1890–193 s otoka Java u Indoneziji. 
Jedan je od pet jezika javanske podskupine, različit je od javanski [jav] u Indoneziji.

## Vanjske poveznice
- Ethnologue (14th)
- Ethnologue (15th)